# ニコラ＝ジョゼフ・リューセック
ニコラ＝ジョゼフ・リューセック(Nicolas-Joseph Rieussec、1779年1月20日 - 1835年7月28日)は、フランス・ヴィロフレーの町長（在任：1819年-1831年）だった人物である。フランスのサラブレッド生産草創期に活躍した人物として知られている。1835年7月28日の七月革命記念日のパレードで、当時のフランス王ルイ・フィリップを狙った暗殺事件があり、巻き添えとなって死亡した。（国王自身は無事だった。）

## 生涯
リューセックはパリの商人の家に生まれた。父親はジョゼフ・リューセック(Joseph Rieussec)、母親はジャンヌ・ミシャトー（Jeanne Michateau）という。父はフランス南部のオード県出身と伝わっている。また、兄のニコラ＝マシュー(Nicolas Matthieu Rieussec、1781-1852)は「クロノグラフの発明者」としても知られている。
リューセックは12歳でパリの物資補給局で奉公をはじめ、17歳でイタリア遠征中のフランス陸軍騎兵隊への飼料補給の責任者に任じられた。フランス軍司令官だったナポレオンは、まだ若いリューセックの仕事ぶりを評価し、フランス軍への補給をリューセックに一手に任せるようになった。
1799年に統領政府ができると飼料供給官に任じられた。その後フランスでは何度も政体が変わったが、リューセックは1825年までその職にあり続けた。その間、1812年にパリに近いヴィロフレーの土地を所有するようになり、1819年5月31日に、リューセックは前任者ドゥニ・ヴォードロン(Denis Vaudron)にかわってヴィロフレーの町長に選出された。
1830年に七月革命があり、これを機にリューセックは王室へ飼料を納める特権を他者へ譲り、材木の卸売をはじめた。歴史家によれば、リューセックは人道的で私利私欲に走らない稀有な商人だったと評価されている。
1831年にリューセックはヴィロフレーの町長職を退き、新設された国民衛兵制度のもとで、1832年からフランス国民軍第8軍の中佐となり、パリの部隊長に任じられた。
1835年7月28日（七月革命の記念日）、イタリアの無政府主義者ジュゼッペ・フィエスキ(Giuseppe Fieschi)によるルイ・フィリップ王への暗殺事件があった。王は七月革命の記念パレードでバスティーユへ向かっていた。リューセックを先頭にした第8軍が王を警護し、パレードが「教会大通り(Boulevard du Temple)」に差し掛かったところで、フィエスキが仕掛けておいた24挺の銃から、400発あまりの銃弾・散弾が発射された。この襲撃でリューセックをはじめ18名が殺されたが、王は無事だった。リューセックは他の犠牲者とともに、オテル・デ・ザンヴァリッドに葬られ、ヴィロフレーのメインストリートは「リューセック通り」と名付けられた。

## フランス競馬史のリューセック
リューセックはフランスのサラブレッド生産の先駆者であり、フランス現代競馬の創始者の1人である。1960年代から1980年代にかけてフランス競馬の指揮をとったジャン・ロマネ(Jean Romanet)は、リューセックを「当時のフランスで最も真正なるサラブレッドの信奉者だった」と評している。
リューセックはフランス騎兵部隊の馬の飼料を納める事業で財を成した。リューセックははじめヴェルサイユ中心部のビュク(Buc)に牧場を築き、1812年にはパリに近いヴィロフレーの牧場を買い入れた。リューセックは、様々なウマを生産したが、やがて競馬に傾倒するようになった。
フランスでは18世紀から王侯貴族がイギリスからサラブレッドを取り寄せて競馬の真似事をしていたが、これは散発的なものだった。フランスの競馬を体系的なものとして創めたのは19世紀初頭のナポレオンである。ナポレオンは、イギリスよりも著しく劣っているとされるフランス軍馬の改良を目的として、パリを中心にした全国的な競馬体系を作った。しかしそれはひどく官僚的なもので、不人気でまったく流行らなかった。リューセックはフランス王室のもとでこの競馬を司るようになった。1819年にはリューセック監督のもとで、パリ中心部のシャン・ド・マルス競馬場で競馬を行った記録がある。
この結果、リューセックは1820年代からはサラブレッド競走馬の生産に特化するようになった。リューセックの競馬への情熱のため、兄のニコラ＝マシューは1822年に競走馬の走破タイム測定の目的で10分の1秒を測定できるクロノグラフを発明した。
この競馬制度はナポレオン失脚後もしばらく続けられていたが、より貴族趣味的な性格をもつルイ・フィリップ王の時代になると、競馬趣味者が集まって、もっとイギリス風の競馬を行うようになった。彼らは1833年にパリ競馬会(Jockey Club de Paris)とフランス馬種改良奨励協会 (Société d'encouragement pour l'amélioration des races de chevaux en France) を創設した。リューセックはその創立メンバー12人のうちの1人で、1835年に殺されるまで両会の副会長を務めていた。
1834年5月15日、フランス馬種改良奨励協会によってシャンティイ競馬場が開設され、その最初のレースの優勝馬はリューセック所有のエレナ(Héléna)という馬だった。また、同年にシャン・ド・マルスで行なわれた「王室大賞(Grand Prix Royal)」（グラディアトゥール賞の前身）では、自家生産馬のフェリクス(Felix)で優勝している。フェリクスの父馬レインボウ(Rainbow,1808年生まれ)はイギリス産サラブレッドで、リューセックが種牡馬として輸入してヴィロフレー牧場で繋養したものだった。レインボウの産駒には第1回フランスダービー(1836年)優勝馬のフランク(Franck)、第2回フランスダービー優勝馬リディア(Lydia)などがおり、レインボウはフランスのサラブレッド史上、最初期の名種牡馬として知られている。
1835年にリューセックが死んだ後、ヴィロフレー牧場はド・モルニ伯爵が買い取った。ここではモルニの時代にイギリスの三冠馬ウェストオーストラリアンが繋養されたことで知られている。また、リューセックのお抱え調教師だったパーマ調教師は独立し、シャンティイ競馬場で一般馬主から幅広く競走馬を預かる「一般調教師」として最初の人物となった。リューセックが遺した競馬用施設はオーギュスト・リュパン(Auguste Lupin)が使うようになり、フランスダービー8勝の成績を残した。リュパンがここで生産・繋養したドラール(Dollar)は1860年代から1870年代にかけてのフランス名種牡馬である。